# Скиданки
Скиданки́ —  село в Україні, в Комишнянській селищній громаді Миргородського району Полтавської області. Населення становить 11 осіб. До 2020 року орган місцевого самоврядування — Черевківська сільська рада.

## Географія
Село Скиданки знаходиться на правому березі річки Хорол, вище за течією на відстані 1 км розташоване село Прокоповичі, на протилежному березі - село Черевки. До села примикає великий лісовий масив (дуб). Річка в цьому місці звивиста, утворює лимани, стариці та заболочені озера.